# Admir Mehmedi
Admir Mehmedi (16 de març de 1991) és un ex jugador de futbol suís que jugava com a davanter.